# Lingue caucasiche nordorientali
Le lingue caucasiche nordorientali, dette anche settentrionali o orientali,, o chiamate anche lingue nakh(o)-dag(h)estane, sono una famiglia linguistica appartenente al raggruppamento delle lingue caucasiche. Sono parlate nelle regioni del Caucaso nelle repubbliche russe di Daghestan, Cecenia e Inguscezia, nella parte settentrionale dell'Azerbaigian e nella parte nord-orientale della Georgia.

## Classificazione
Le lingue caucasiche nordorientali, dette anche settentrionali o orientali, sono:
- Centro-settentrionali (detto anche nakh o veinakh)
  - Lingua cecena [che]
  - Lingua inguscia [inh]
  - Lingua bats [bbl]
- Nord-orientale (detto anche daghestano)
  - gruppo avar-andi-dido
    - Lingua avara [ava]
    - Lingue andi
      - Lingua andi [ani]
      - Lingua botlikh [bph]
      - Lingua godoberi [gdo]
      - Lingua karata [kpt]
      - Lingua akhvakh [akv]
      - Lingua bagvalal
      - Lingua tindi [tin]
      - Lingua chamalal [cji]

    - lingue dido (o tsez)
      - Lingua tsez o dido [ddo]
      - Lingua khvarsh
      - Lingua hinukh o ginukh [gin]
      - Lingua bezhta, bezhti o kapuch [kap]
      - Lingua hunzib o gunzib [huz]

  - gruppo lak-dargwa
    - Lingua dargwa [dar]
    - Lingua lak [lbe]

  - gruppo lezghiano
    - Lingua arcia[3] [acq]
    - Lingua tabasarana [tab]
    - Lingua agul [agx]
    - Lingua rutula [rut]
    - Lingua tsakhur [tkr]
    - Lingua budukh [bdk]
    - Lingua khinalug [kjj]
    - Lingua udi [udi]
    - Lingua lesga [lez]
    - Lingua kryts o kryz [kry]